# Platyclarias machadoi
Platyclarias machadoi es una especie de pez actinopeterigio de agua dulce, la única del género monotípico Platyclarias de la familia de los claridos. Esta especie es pescada para consumo humano.

## Morfología
La longitud máxima descrita es de 20,1 cm.

## Distribución y hábitat
Se distribuye como un endemismo de la localidad de Cafunfo en la cabecera del río Kwango (Angola), un afluente del río Kasai que a su vez es afluente del río Congo. Son peces de agua dulce tropical, de hábitat tipo demersal.
La minería de diamantes en la zona, artesanal pero muy intensiva, es una amenaza muy importante para la especie en esta región.